# Chli Spannort
Chli Spannort är en bergstopp i Schweiz.   Den ligger i kantonen Uri, i den centrala delen av landet, 80 km öster om huvudstaden Bern. Toppen på Chli Spannort är 3 140 meter över havet, eller 217 meter över den omgivande terrängen. Bredden vid basen är 1,4 km.
Terrängen runt Chli Spannort är huvudsakligen mycket bergig. Närmaste större samhälle är Engelberg, 9,8 km nordväst om Chli Spannort. 
Trakten runt Chli Spannort består i huvudsak av gräsmarker. Runt Chli Spannort är det mycket glesbefolkat, med 4 invånare per kvadratkilometer.